# The Coorong District Council
The Coorong District Council is een Local Government Area (LGA) in de Australische deelstaat Zuid-Australië.